# Ferdinand Großherr

Ferdinand Großherr

Ferdinand Großherr (* 2. Juli 1898 in Leipa; † 9. April 1945 in Königsberg) war stellvertretender Gauleiter der NSDAP in Ostpreußen, Mitglied des preußischen Landtags und des Reichstags.

## Leben
Großherr absolvierte nach dem Besuch der Volks- und Mittelschule eine kaufmännische Lehre. Während des Ersten Weltkrieges diente er von 1916 bis 1918 im österreichischen Heer. Ab 1919 arbeitete er in leitenden kaufmännischen Stellungen in Berlin und Königsberg.
1924 war Großherr Mitglied des Völkisch-Sozialen Blocks, zum 16. September 1927 trat er der NSDAP bei (Mitgliedsnummer 67.706). In der Partei war er Gauredner und Ortsgruppenleiter in Königsberg, zudem war er der Fraktionsvorsitzende der Partei im dortigen Stadtparlament. Ab November 1931 war er der Stellvertretende Gauleiter von Ostpreußen. Mitte 1933 wurde er Mitglied des Gaustabs der Gauleitung und Chef des Gaubüros.
1933 war Großherr Mitglied des Preußischen Landtages, im November 1933 erhielt er ein Mandat im Reichstag. Er verstarb am 9. April 1945 bei einem von ihm dem Gauleiter Erich Koch gegenüber angeregten Ausbruchsversuch der Zivilbevölkerung aus dem zur „Festung“ erklärten Königsberg.